# Elphin
Elphin (in irlandese: Ail Finn ) è un villaggio nella contea di Roscommon, in Irlanda.